# Johnny Russell (football)
Jonathan « Johnny » Russell, né le 8 avril 1990 à Glasgow en Écosse, est un footballeur international écossais. Il joue comme attaquant.

## Biographie
Johnny Russell commence sa carrière professionnelle au club écossais de Dundee United. Il est prêté lors de la saison 2008-2009 à Forfar Athletic puis lors de la saison 2009-2010 à Raith Rovers.
En 2013, il quitte l'Écosse et rejoint le championnat anglais en signant à Derby County (D2 anglaise).
Johnny Russell est sélectionné en équipe d'Écosse des moins de 19 ans puis en équipe d'Écosse des moins de 21 ans.

## Palmarès

### Personnel
- Membre de l'équipe-type de Scottish Premier League en 2012